# نيك فينتر
نيك فينتر (بالإنجليزية: Nick Winter)‏ هو منافس ألعاب قوى أسترالي، ولد في 25 أغسطس 1894 في نيوساوث ويلز في أستراليا، وتوفي في 6 مايو 1955.

## وصلات خارجية
- نيك فينتر على موقع الاتحاد الدولي لألعاب القوى (الإنجليزية)
- نيك فينتر على موقع النتائج التاريخية لألعاب القوى الأسترالية (الإنجليزية)
- نيك فينتر على موقع اللجنة الأولمبية الدولية (الإنجليزية)
- نيك فينتر على موقع أوليمبيديا (الإنجليزية)
- نيك فينتر على موقع قاعة أستراليا للمشاهير الرياضية (الإنجليزية)